# Dimmuborgir

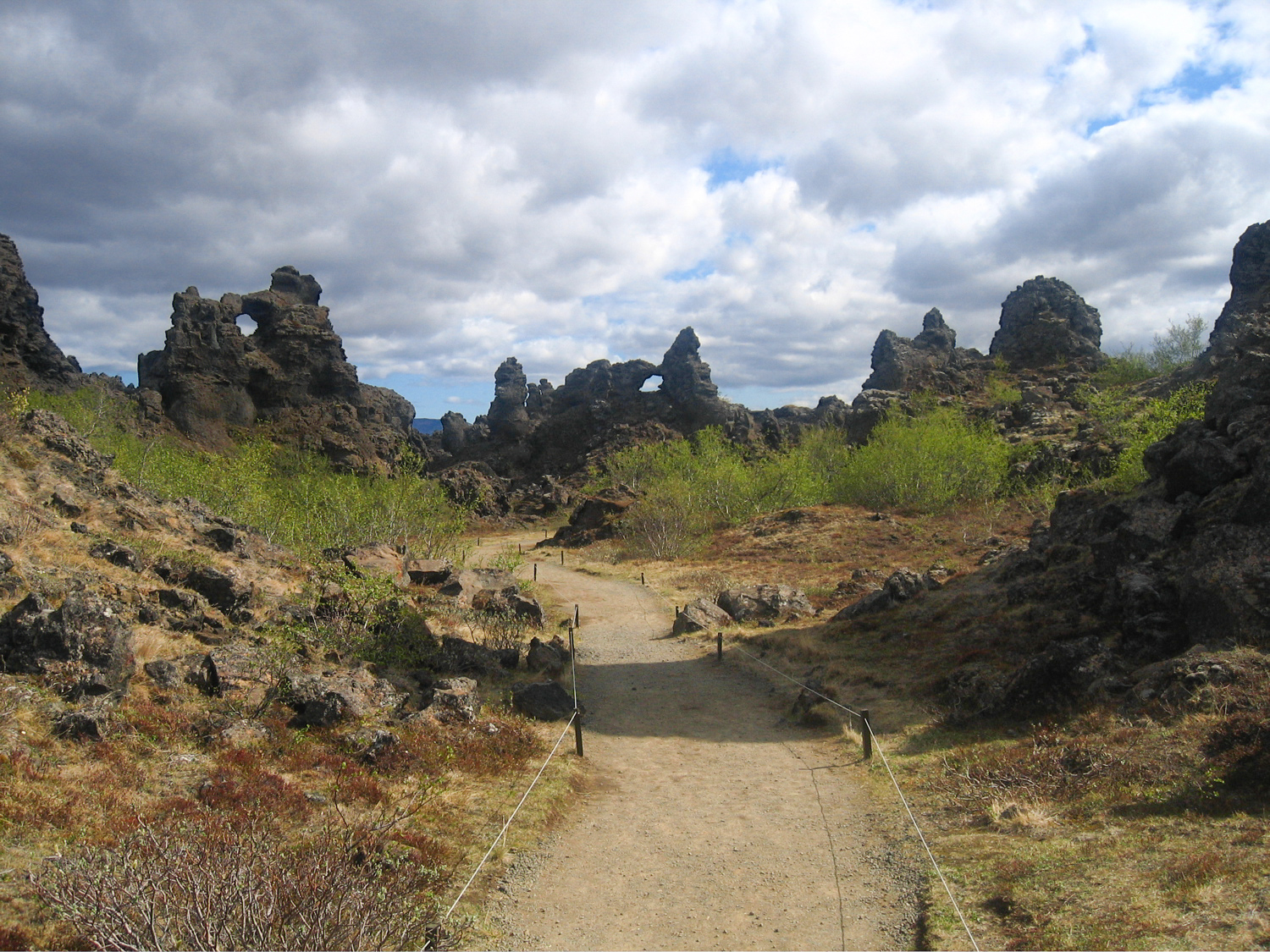
Dimmuborgir

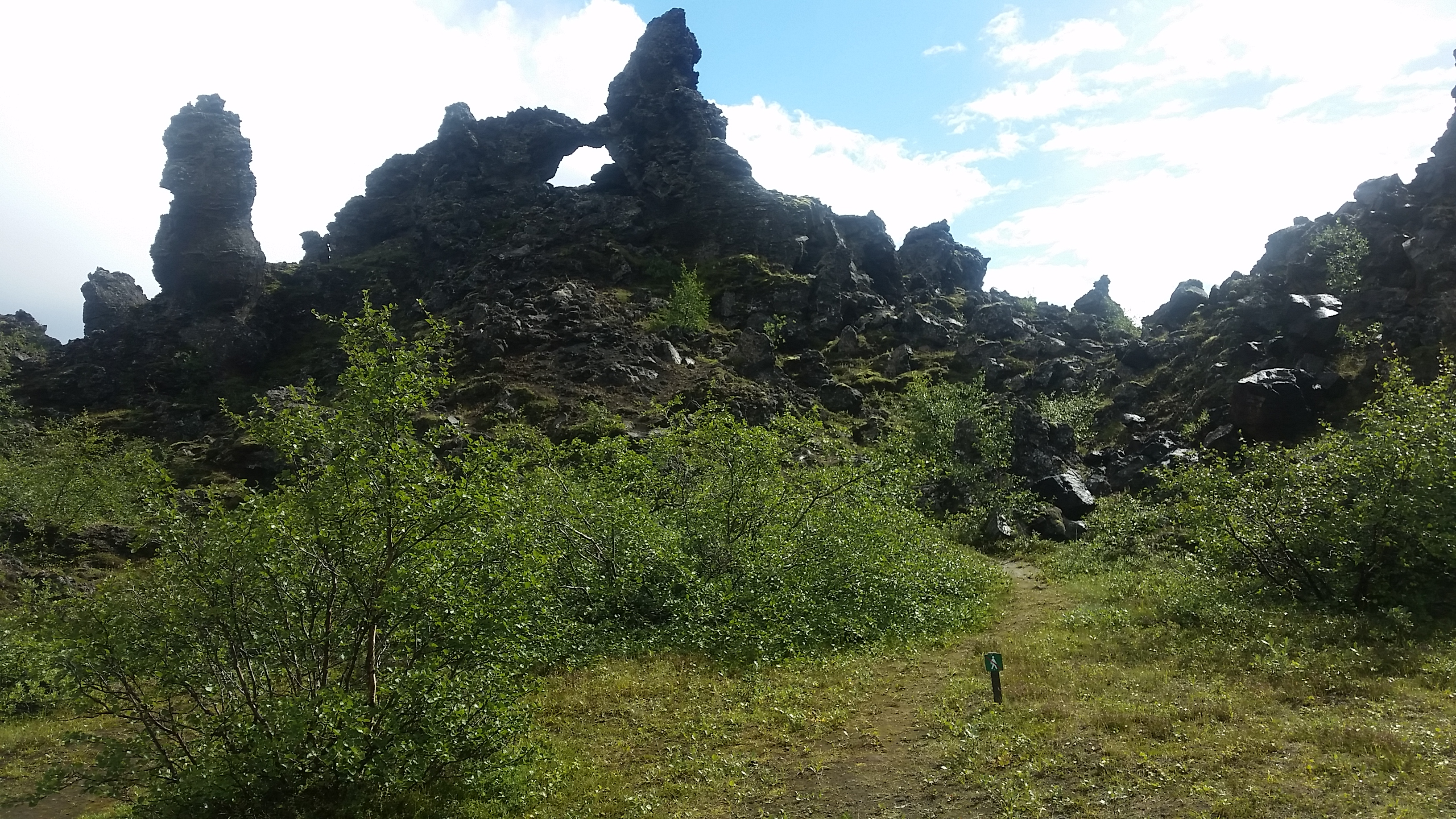
Tuffsteinformation in Dimmuborgir

Bei Dimmuborgir [ˌtɪ.mʏˈpɔːr.jɪr̥] (isl. dunkle Städte oder dunkle Burgen) handelt es sich um ein Lavafeld und die Überreste eines Lavasees östlich des Sees Mývatn in Island. Es befindet sich in einer vulkanisch aktiven Region auf dem Gebiet des Vulkansystems Krafla, direkt östlich des Sees. Nordöstlich angrenzend liegt der Tuffring Hverfjall.
Die bizarr geformten Steinformationen des Lavafelds erinnern an verfallene Ruinen von Burgen und Türmen. In der isländischen Mythologie wird Dimmuborgir als Unterkunftsort von Elfen und Trollen gesehen.

## Geologie
Dimmuborgir besteht aus einem kollabierten Lavasee, dessen Lava zum größeren Lavafeld der sog. Jüngeren Láxálaven gehört. Es stammt aus einer Eruption der östlich gelegenen Kraterreihen Þrengslaborgir und Lúdentsborgir vor 2300 Jahren. Die Kraterreihen gehören gemäß petrologischer Analyse nicht zur Krafla, sondern zu einem anderen kleineren Vulkansystem. Es heißt Heiðarsporðar und liegt östlich vom Krafla-System.
Bei Dimmuborgir sammelte sich die Lava über einem Sumpf oder See. Als die Lava über den nassen Boden floss, begann das Wasser darin zu kochen und der Wasserdampf stieg durch Schlote mit einem Durchmesser von bis zu mehreren Metern an die Oberfläche. Nachdem die Kruste der Lavadecke erstarrt war, floss noch flüssige Lava unterhalb der Kruste in Richtung des Mývatn-Sees. Die Kruste brach zusammen, aber die Schlote und Teile der kollabierten Lava-Decke blieben erhalten. Anhand der Höhe der Schlote lässt sich die Tiefe des Lava-Sees auf etwa 10 Meter bestimmen.

## Trivia
Die Symphonic-Black-Metal-Band Dimmu Borgir benannte sich nach der Lavaformation.